# Guvernul George G. Mironescu (2)
Guvernul George G. Mironescu (2) a fost un consiliu de miniștri care a guvernat România în perioada 10 octombrie 1930 - 17 aprilie 1931.

## Componența
- Președintele Consiliului de Miniștri

George G. Mironescu (10 octombrie 1930 - 17 aprilie 1931)
- Ministrul de interne

Ion Mihalache (10 octombrie 1930 - 17 aprilie 1931)
- Ministrul de externe

George G. Mironescu (10 octombrie 1930 - 17 aprilie 1931)
- Ministrul finanțelor

Mihai Popovici (10 octombrie 1930 - 17 aprilie 1931)
- Ministrul justiției

Grigore Iunian (10 octombrie - 19 noiembrie 1930)
Voicu Nițescu (19 noiembrie 1930 - 17 aprilie 1931)
- Ministrul instrucțiunii publice și cultelor

Nicolae Costăchescu (10 octombrie 1930 - 17 aprilie 1931)
- Ministrul armatei

General Nicolae Condeescu (10 octombrie 1930 - 17 aprilie 1931)
- Ministrul agriculturii și domeniilor

Virgil Madgearu (10 octombrie 1930 - 17 aprilie 1931)
- Ministrul industriei și comerțului

Mihail Manoilescu (10 octombrie 1930 - 17 aprilie 1931)
- Ministrul lucrărilor publice și comunicațiilor

Voicu Nițescu (10 octombrie 1930 - 17 aprilie 1931)
Ion Răducanu (19 noiembrie 1930 - 17 aprilie 1931)
- Ministru muncii, sănătății și ocrotirii sociale

Emil Hațieganu (10 octombrie 1930 - 17 aprilie 1931)
- Ministru de stat

Pantelimon Halippa (10 octombrie 1930 - 17 aprilie 1931)

## Sursa
- Stelian Neagoe - "Istoria guvernelor României de la începuturi - 1859 până în zilele noastre - 1995" (Ed. Machiavelli, București, 1995)

| Precedat(ă) de: Guvernul Iuliu Maniu (2) | Guvernul George G. Mironescu (2) 10 octombrie 1930 - 17 aprilie 1931 | Succedat(ă) de: Guvernul Nicolae Iorga |